# Gaudenzio Orfali
Gaudenzio Orfali (latinisiert Gaudentius, französisch Gaudence), Taufname Giuseppe (* 19. Februar 1889 in Nazareth; † 20. April 1926 in Jerusalem) war ein Franziskaner und Biblischer sowie Christlicher Archäologe.

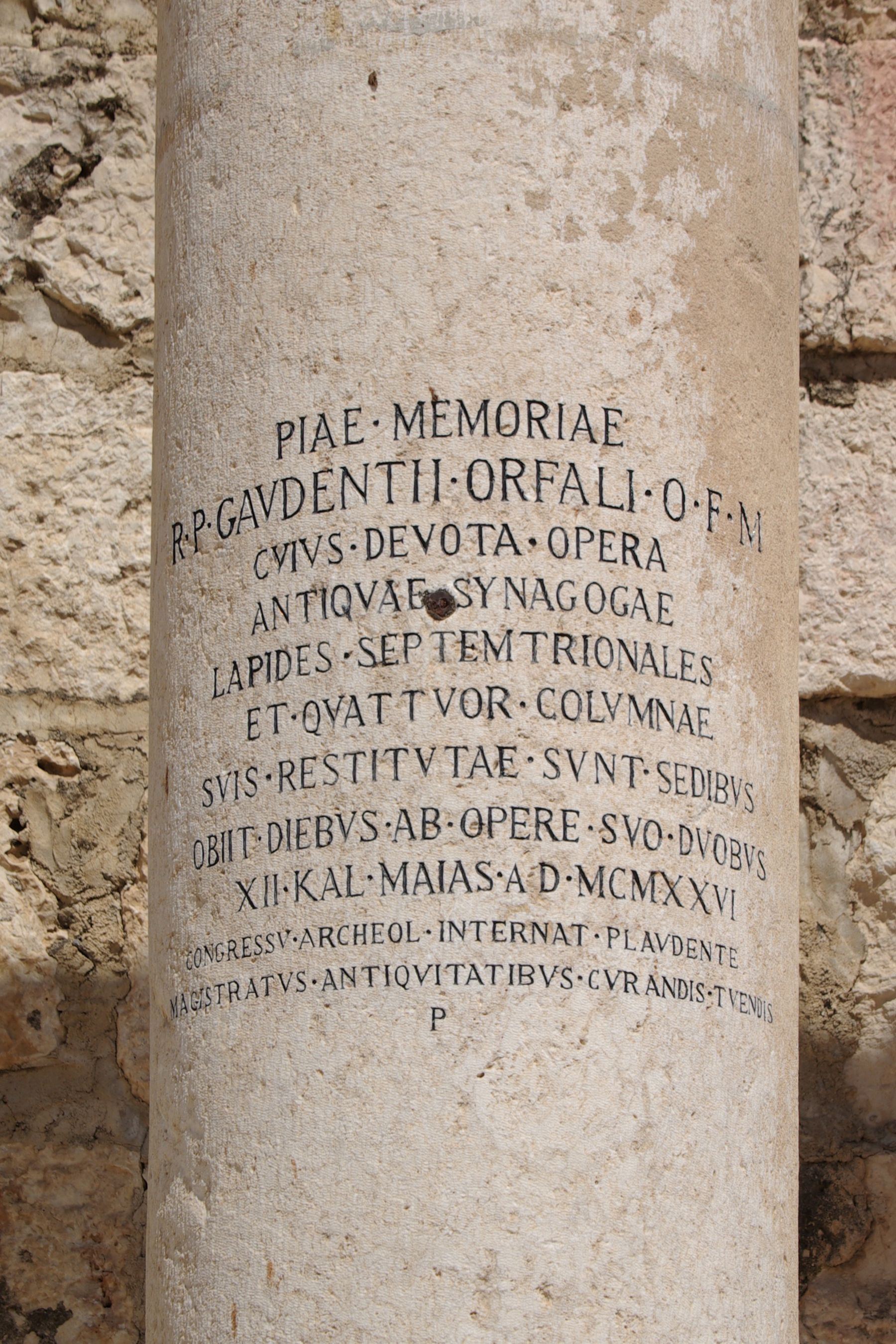
Gedenkinschrift für Gaudentius Orfali auf einer Säule der antiken Synagoge in Kafarnaum

## Leben
Giuseppe Orfali trat 1905 in das Noviziat der Franziskaner im Kloster an der Verkündigungsbasilika in Nazareth ein und nahm den Ordensnamen Gaudentius an. In den folgenden Jahren studierte er Philosophie und Theologie in den Konventen En Kerem (St. Johannes in der Wüste), in Bethlehem St. Katharina und in Jerusalem. Seine ewigen Gelübde legte er am 19. März 1909 ab; am 21. Dezember 1912 wurde er zum Priester geweiht.
1913 schickten ihn seine Oberen zu biblischen Studien an das Collegium Sancti Antonii Patavini in Urbe in Rom. Zwei Jahre später ging er an die Theologische Fakultät der Universität in Freiburg im Üechtland, wo er im Jahre 1917 in Theologie promoviert wurde. Einen weiteren akademischen Grad erhielt er 1918 mit dem Licentiatus bibliorum in Rom.
Zurückgekehrt ins Heilige Land, wurde er 1919 mit Lehraufträgen für Biblische Studien und Exegese im Franziskanerkloster Heiliger Erlöser in Jerusalem betraut. 1924 wurde er Rektor des neugegründeten Studium Biblicum Franciscanum im Kloster Gegeißelter Jesus in der Jerusalemer Altstadt. Er war an zahlreichen Ausgrabungen beteiligt und gilt als einer der Pioniere der franziskanischen Archäologen. 1925 wurde er Präsident der 1920 gegründeten Palestine Oriental Society.
Durch einen Autounfall auf dem Weg zum internationalen Archäologischen Kongress in Beirut starb Orfali am 20. April 1926 zwischen Ramallah und Jerusalem. An ihn erinnert eine Gedenkinschrift der Internationalen Archäologischen Vereinigung und des Amtes zur Pflege und Bewahrung der Altertümer auf einer Säule in Kafarnaum, deren Text sinngemäß lautet:
Zum frommen Gedenken an den ehrwürdigen Pater Gaudentius Orfali, Franziskaner, durch dessen hingebungsvolle Mühe die nördlichen Steine (Nordwand) und vier Säulen der antiken Synagoge wieder aufgerichtet werden konnten. Er starb zwei Tage nach Vollendung dieses Werkes.

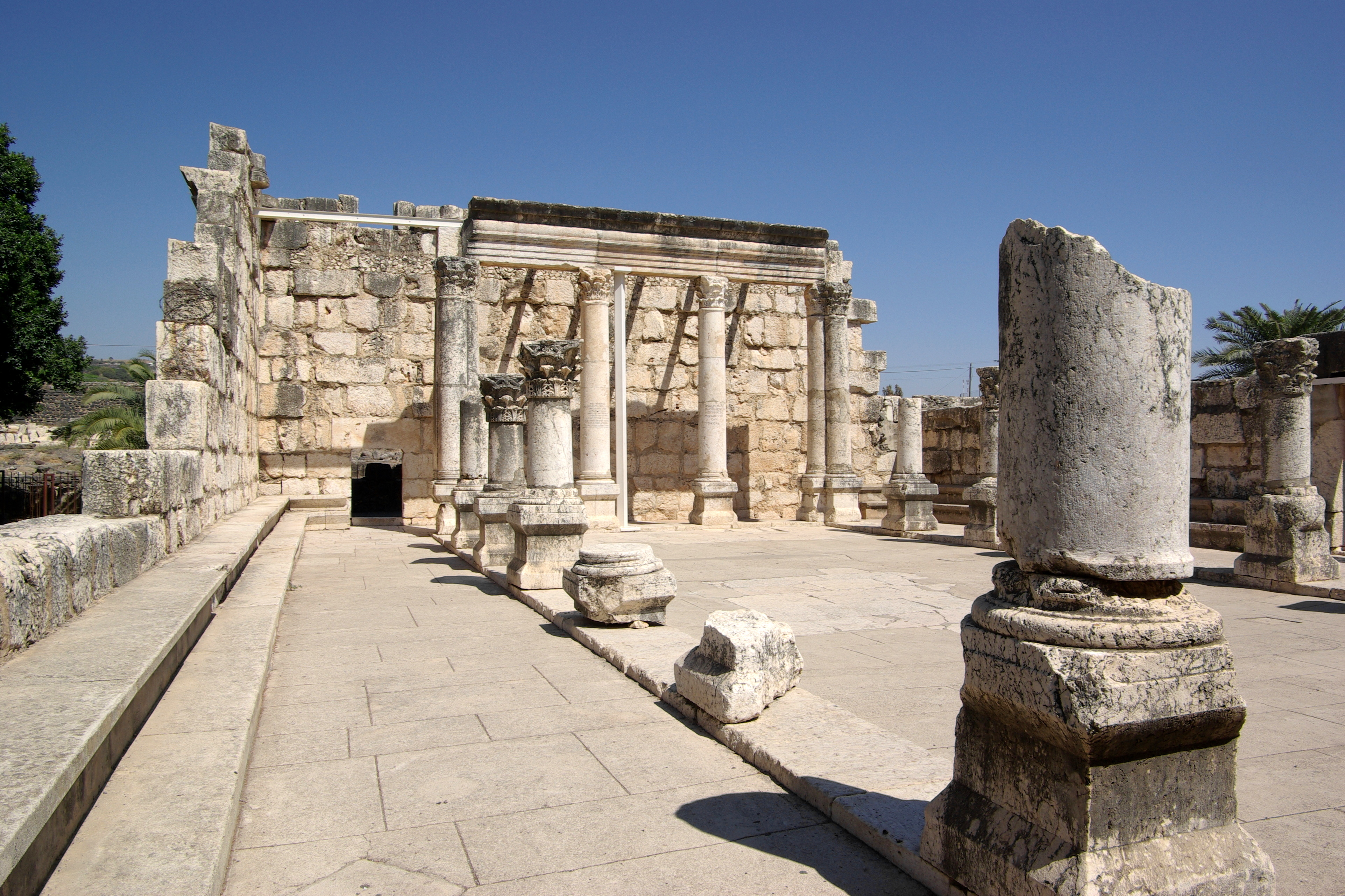
Antike Synagoge in Kafarnaum, Nordwand und Säulen

## Ausgrabungen
Schon 1919/1920 arbeitete Orfali an den Ausgrabungen am Ölberg, speziell der byzantinischen Basilika in Gethsemani. Dort wurde dann die Todesangstbasilika errichtet.
Orfali reorganisierte in seiner Zeit als Rektor des Studium Biblicum Franciscanum das dortige  Museum.
In Kafarnaum führten die Franziskaner seit 1905 systematische Ausgrabungen durch, unter anderem Wendelin Hinterkeuser. Dabei grub Orfali 1921 bis 1926 eine oktogonale Kirche mit Mosaiken sowie eine antike Synagoge aus dem 2.–4. Jahrhundert n. Chr. aus und sorgte für die Wiedererrichtung. Die Synagoge hatte die Gestalt einer dreischiffigen Basilika mit dreiseitigem Säulenumgang, von der die Nordwand und mehrere Säulen erhalten sind. Sie zählt zu den archäologischen Sehenswürdigkeiten von Kafarnaum. Auch die Bereiche zwischen Synagoge und Kirche wurden von Orfali erforscht. Nach Orfalis Tod ruhten die Ausgrabungen für etwa 40 Jahre, bis die Franziskaner Virgilio Corbo und Stanislao Loffreda sie 1968 wieder aufnahmen und die oktogonale Peterskirche erforschten.

## Schriften (Auswahl)
- De arca foederis. Dissertatio archaeologico-historica veteris testamenti delineationibus ornata pro gradu doctoratus in facultate theologica Friburgensi obtinendo. Picard, Paris 1918.
- Capharnaüm et ses ruines d’après les fouilles accomplies à Tell-Houm par la Custodie franciscaine de Terre Sainte (1905-1921). Picard, Paris 1922.
- Gethsémani ou notice sur l’église de l’Agonie ou de la Prière d’après les fouilles récentes accomplies par la Custodie Franciscaine de Terre Sainte: 1909 et 1920. Picard, Paris 1924.
- Orfali veröffentlichte weiterhin zahlreiche Artikel in Fachzeitschriften.